# Cromostereopsis

Contrast del blau i el vermell que demostra la percepció visual canviada.

La cromostereopsis és una il·lusió visual en què la impressió de la profunditat es transmet en imatges en color bidimensional, generalment de color vermell-blau o vermell verd, però també es pot percebre amb imatges de color vermell gris o blau-gris. Aquestes il·lusions s'han reportat durant més d'un segle i, en general, s'han atribuït a alguna forma d'aberració cromàtica.
L'aberració cromàtica prové de la refracció diferencial de la llum depenent de la seva longitud d'ona, fent que alguns raigs de llum convergissin abans que els altres en l'ull (aberración cromàtica longitudinal o LCA) i / o que estiguessin localitzats en ubicacions no corresponents dels dos ulls durant la visualització binocular (aberració cromàtica transversal o ACT).
Normalment, la cromostereopsis s'observa mitjançant un blanc amb barres vermelles i blaves i un fons acromàtic. La cromostereopsis positiva s'exhibeix quan es perceben les barres vermelles davant de la cromosterèpsia blava i negativa quan s'observen les barres vermelles darrere del blau. S'han proposat diversos models per explicar aquest efecte que sovint s'atribueix a aberracions cromàtiques longitudinals i / o transversals. Tanmateix, el treball recent atribueix la major part de l'efecte estètic a les aberracions cromàtiques transversals en combinació amb els factors corticals.

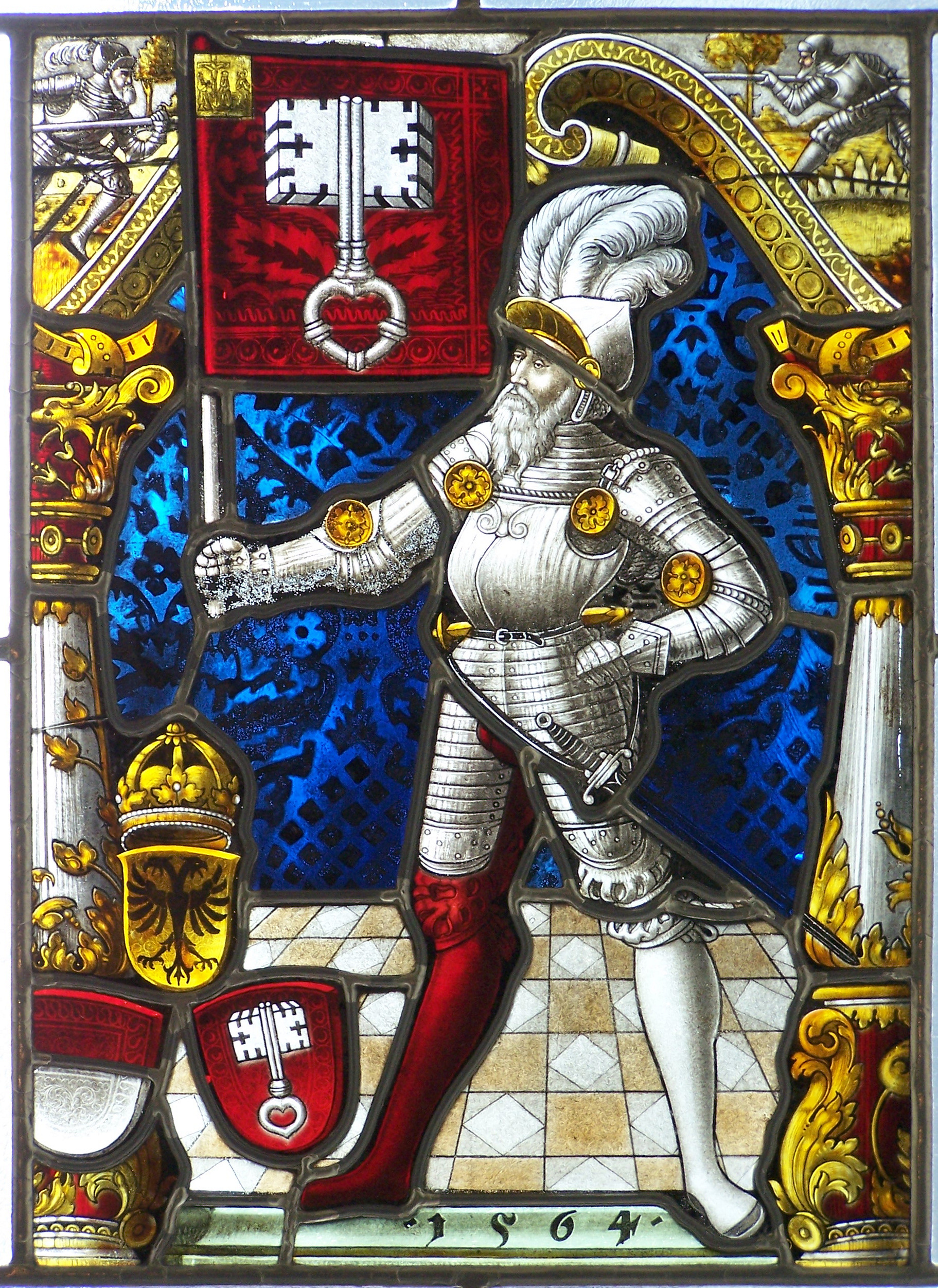
Exemple de cromostereopsis.

S'ha proposat que la cromostereopsis podria tenir conseqüències evolutius en el desenvolupament dels punts de les ulleres en certes espècies de papallones. A més, es posa de manifest que alguns artistes de vitralls podrien haver tingut coneixement d'aquest efecte, utilitzant-lo per generar avanços o reculades, a vegades anomenats imatges de colors "càlides" i "fredes".

## Història
Fa més de dos segles, l'efecte de la percepció de profunditat del color va ser primerament assenyalat per Goethe en el seu Farbenlehre (Teoria dels Colors), en el qual va reconèixer el blau com un color retrocedit i groc / vermell com un color sobresortit. Va argumentar que "com veiem el cel alt, les muntanyes llunyanes, de color blau, de la mateixa manera que sembla que un camp blau es retira ... (també) Es pot mirar un camp perfectament groc / vermell, llavors el color sembla penetrar a l'orgue ". Aquest fenomen, ara anomenat cromosterèpsia, o l'efecte estereotipal, explica la ciència visual darrere d'aquest efecte de profunditat a color, i té moltes conseqüències per a l'art, els mitjans, l'evolució, així com la nostra vida quotidiana en com percebem colors i objectes.

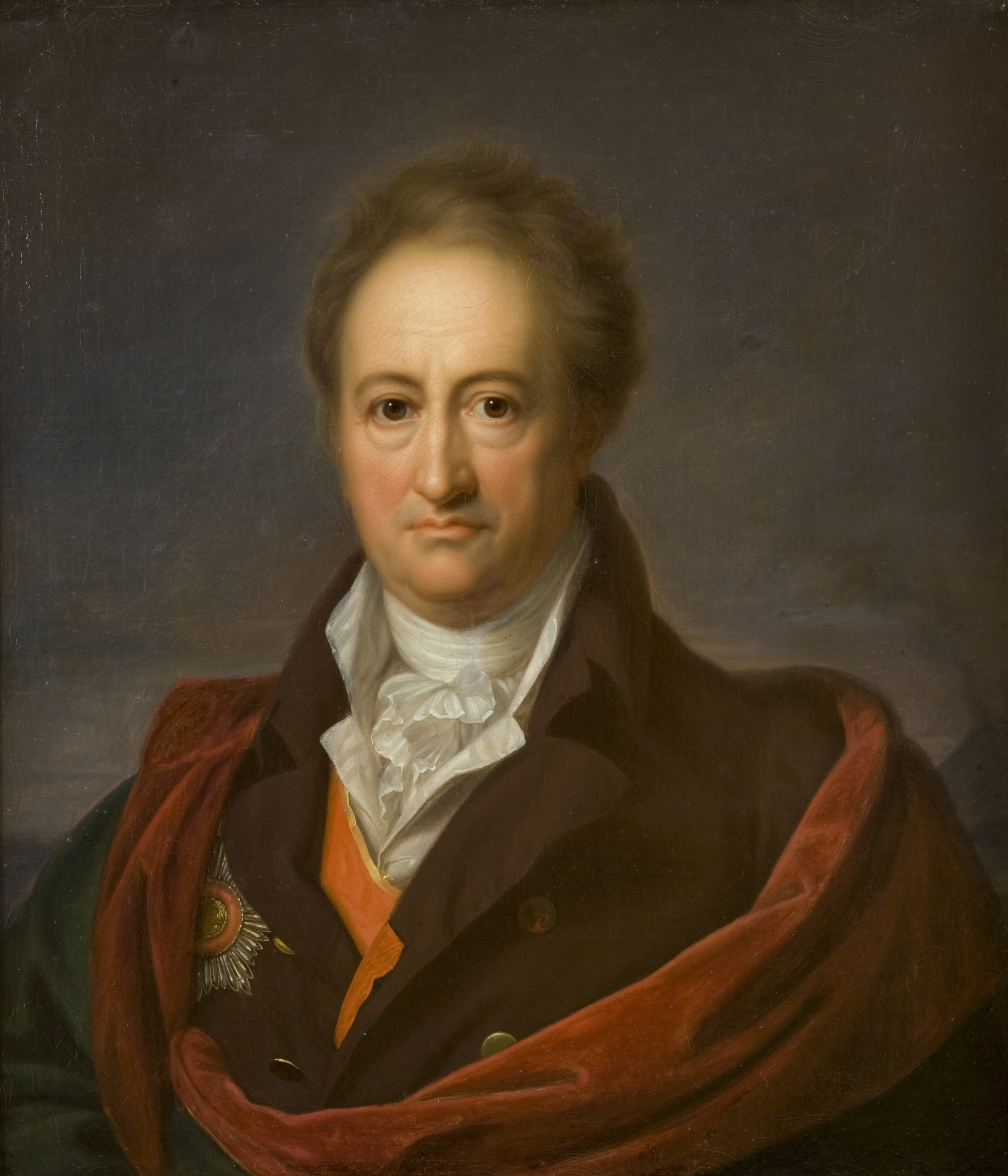
Contrast blau-vermell utilitzat a un retrat de Goethe

Encara que Goethe no va proposar cap raonament científic darrere de les seves observacions, a final de la dècada de 1860, Bruecke i Donders van suggerir que l'efecte cromostereoptico es va produir a causa de la consciència acomodativa, ja que l'òptica ocular no era acromàtica i els objectes vermells requereixen més allotjament per centrar-se en la retina. Aquesta noció d'allotjament es podria traduir a la percepció de distància. No obstant això, el que Donders i Bruecke originalment van perdre en la seva teoria és la necessitat de l'observació binocular per produir cromostereopsis. Més tard, deixant de banda la consciència, Bruecke va proposar que l'aberració cromàtica, juntament amb l'efecte temporal fora de l'eix de l'alumne, expliqui l'efecte cromostereoptic. És aquesta hipòtesi que encara constitueix la base per a la nostra comprensió actual de la cromosterèpsia.
Amb els anys, l'anàlisi artística ha proporcionat àmplia evidència de l'efecte cromostereoptic, però fins fa uns trenta anys es coneixia poc sobre l'explicació neurològica, anatòmica i / o fisiològica darrere dels fenòmens. Per exemple, el 1958, l'historiador de l'art holandès De Wilde va assenyalar que en analitzar la pintura del pintor cubista Leo Gestel "El poeta Rensburg", en comptes d'usar pautes de profunditat classificades convencionals: "Si poses violeta al costat de groc o verd al costat de taronja, el refugi verd. En general, els colors càlids es presenten i els colors frescos retrocedeixen ". En aquest sentit, l'efecte cromostereoptic dona forma a la plasticitat i permet la percepció de profunditat a través de la manipulació del color.

## Naturalesa Binocular de la Cromosterèpsia

Esquema del sistema anatòmic de l'ull humà.

La naturalesa binocular de la cromosterèpies va ser descoberta per Bruecke i sorgeix a causa de la posició de la fovea relativa a l'eix òptic. La fovea es troba temporalment a l'eix òptic i, com a resultat, l'eix visual passa per la còrnia amb una excentricitat horitzontal nasal, la qual cosa significa que el radi de la fovea mitjana ha de patir una desviació prismàtica i, per tant, està subjecte a una dispersió cromàtica. La desviació prismàtica es troba en adreces oposades en cada ull, resultant en canvis de color oposats que condueixen a un canvi en la profunditat estereotipada entre els objectes vermell i blau. El sistema receptor excèntric foveal, juntament amb l'efecte Stiles-Crawford, treballen en direccions oposades i es cancel·len, oferint una altra explicació de perquè els subjectes poden mostrar una estereoscòpia de color "contra la regla" (una inversió dels resultats esperats).

## Efecte de Reversió

Efecte revers provocat pel blanc.

Les proves per a l'efecte estereoscòpic solen ser bastant fàcils de veure. Per exemple, quan el vermell i el blau es veuen un al costat de l'altre en un entorn fosc, la majoria de la gent veurà el vermell com "flotant" davant del blau. Tanmateix, això no és cert per a tothom, ja que algunes persones veuen el contrari i els altres no tenen cap efecte en absolut. Aquest és el mateix efecte que tant Goethe com De Wilde han indicat en les seves observacions. Tot i que la majoria de la gent veurà el vermell com a "flotant" davant del blau, altres experimenten una inversió de l'efecte en què veuen blau flotant davant del vermell, o cap efecte de profunditat en absolut. Si bé aquesta reversió pot semblar desacreditar la cromosterèpsia, no ho fa i, en canvi, com es va proposar originalment per Einthoven, es pot explicar per un augment de l'efecte i posterior reversió mitjançant el bloqueig de la posició excèntrica de l'alumne respecte a l'eix òptic. La naturalesa diversa de l'efecte cromostereoptic és degut al fet que l'efecte de profunditat del color està estretament relacionat amb els factors perceptuals i òptics. En altres paraules, ni els factors òptics ni perceptius es poden prendre en insolació per explicar la cromosterèpsia. Aquest component multifactorial de la cromostereopsis ofereix una explicació de la reversió de l'efecte en diferents persones donades les mateixes indicacions visuals.
Un altre efecte d'inversió interessant va ser observat el 1928 per Verhoeff, en el qual les barres vermelles es percebien més a fora i les barres blaves sobresortien quan les barres es combinaven sobre fons blanc en lloc d'un fons negre. Verhoeff va proposar que aquesta inversió paradoxal es pugui entendre en termes dels contorns de la luminància de l'alumne (vegeu: contorns il·lusoris). L'alumne disposa de línies d'eficàcia de lluminositat constant, amb cada línia posterior que marca una disminució de l'eficiència del 25%. Al voltant de 1998, Winn i companys de feina van confirmar la interpretació de Verhoeff d'aquesta inversió utilitzant experiments en diferents fons de colors. Una altra investigació també ha suggerit que els canvis de contrast de la vora podrien generar una inversió en profunditat de color amb el canvi de fons negre a blanc.
El 1933, Stiles i Crawford van descobrir que la sensibilitat lumínica de la fovea difereix significativament pels raigs que penetren l'ull al centre de l'alumne contra els raigs que penetren des de les seves regions perifèriques. Van observar que la regla habitual de "intensitat multiplicada per obertura" no s'aplica a la visió foveal i que els rajos que van entrar a l'ull a través de regions perifèriques de l'alumne eren menys eficients en aproximadament un factor de cinc. Aquest efecte ara es coneix com l'efecte Stiles-Crawford i també té conseqüències per a l'efecte cromostereoptic invers.

## Teoria

Rectangle amb el contrast blau-vermell.

El 1885, Einthoven va proposar una teoria que diu: "El fenomen (cromosterèpsia) es deu a la diferència cromàtica d'ampliació, ja que, per exemple, els raigs blaus es refracten més que els rajos vermells pels mitjans oculars, els seus focus no només es troben en diferent els nivells (aberración cromàtica), però fan diferents angles amb l'eix òptic, estimularan punts dispars. D'aquesta manera, els individus amb alumnes temporalment excèntrics veuen vermell davant del blau, mentre que amb alumnes excèntrics nasalment el relleu s'inverteix ". Einthoven va explicar per primera vegada l'aberració cromàtica a l'ull, el que significa que els ulls no centraran tots els colors al mateix temps. Depenent de la longitud d'ona, el punt focal dels ulls varia. Va concloure que la raó per la qual la gent veu vermell davant del blau és perquè la llum amb diferents longituds d'ona es projecten en diferents parts de la retina. Quan la visió és binocular, es crea una disparitat, que causa la percepció de profunditat. Com que el vermell se centra temporalment, sembla que és al davant. Tanmateix, des de la visió monocular, aquest fenomen no s'observa.
No obstant això, Bruecke va objectar la teoria d'Einthoven basada en el fet que no totes les persones veuen el vermell més proper que el blau. Einthoven va explicar que aquesta cromostereopsia negativa probablement es deu als alumnes amb excèntric posicionament, ja que canviar l'alumne pot canviar la posició d'on es concentren les longituds d'ona lleugeres a l'ull. La cromosterèpies negativa va ser estudiada per Allen i Rubin, que va suggerir que canviar l'angle entre el centre pupil·lar i l'eix visual pot canviar la direcció de la cromosterèpsia. Si el centre pupil·lar es troba temporal a l'eix visual, el vermell apareixerà més a prop. L'efecte invertit s'observa quan el centre pupilar és nasal a l'eix visual.

## Efecte Stiles-Crawford
Les recents investigacions han intentat estendre les bases de la teoria cromostereoptica tradicional, inclòs el treball realitzat per Stiles i Crawford. El 1933, Stiles i Crawford van descobrir accidentalment que la sensibilitat a la llum era diferent per als rajos que penetren pel centre contra els que entren des de regions perifèriques de l'ull. L'eficiència dels raigs és menor quan els rajos entren a través de la regió perifèrica perquè la forma de les cèl·lules del con que recullen el quanta incident són diferents dels receptors del con en el centre de l'ull. Aquest efecte pot provocar cromosopècia positiva i negativa en funció de la posició de l'alumne. Si l'alumne està centrat en l'eix òptic, provoca cromosopècia positiva. Tanmateix, si l'alumne està significativament fora del centre de l'eix òptic, es produirà una cromosterèpsia negativa. Atès que la majoria de les persones tenen un punt d'eficiència lluminosa màxima que no funciona, els efectes Stiles-Crawford generalment tindran efectes cromosòptics antagonistes. Per tant, en lloc de veure el vermell davant del blau, es veurà blau davant del vermell i l'efecte serà invertit. L'efecte Stiles-Crawford també explica per què disminueix la cromostereopsis positiva quan es redueix la il·luminació. Amb una menor il·luminació, la dilatació de l'alumne augmenta la regió perifèrica pupil·lar i, per tant, augmenta la magnitud de l'efecte Stiles-Crawford.

## Aberració Cromàtica
Es creu que la percepció de profunditat estereotipada obtinguda a partir de dues imatges tridimensionals de color vermell i blau o vermell i verd es deu principalment a les aberracions cromàtiques òptiques. Les aberracions cromàtiques es defineixen com a tipus de distorsions òptiques que es produeixen a conseqüència de les propietats refractives de l'ull. Tanmateix, altres factors [òptics], les característiques de la imatge i els factors perceptuals també tenen un paper en els efectes de profunditat del color en condicions de visió natural. A més, les propietats de textura de l'estímul també poden tenir un paper.

Newton va demostrar per primera vegada la presència d'aberracions cromàtiques en l'ull humà en 1670. Va observar que els raigs de llum incidents aïllats dirigits a una targeta opaca que es mantenia a prop de la vaga de l'ull, les superfícies refractives de l'ull obliquament i que, per tant, es refracten fortament. Com que els índexs de refracció (vegeu: Índex de refracció) varien inversament amb longitud d'ona, els raigs blaus (longitud d'ona curta) es refractaran més que els raigs vermells (longitud d'ona llarga). Aquest fenomen s'anomena dispersió cromàtica i té implicacions importants per al rendiment òptic de l'ull, inclòs l'efecte estereotip. Per exemple, Newton va assenyalar que aquesta dispersió cromàtica fa que les vores d'un objecte blanc tinguin colors tinguts.
Els comptes moderns de les aberracions cromàtiques divideixen les aberracions cromàtiques oculars en dues categories principals; aberració cromàtica longitudinal (LCA) i aberración cromàtica transversal (TCA).

### Aberracció cromàtica longitudinal
Comparació d'aberracions cromàtiques: la imatge superior mostra una foto presa amb una lent digital incorporada (Sony V3). Imatge inferior amb la mateixa càmera, però amb lent d'angle ampli addicional. L'efecte de l'aberració és visible al voltant de les vores fosques (especialment a la dreta).

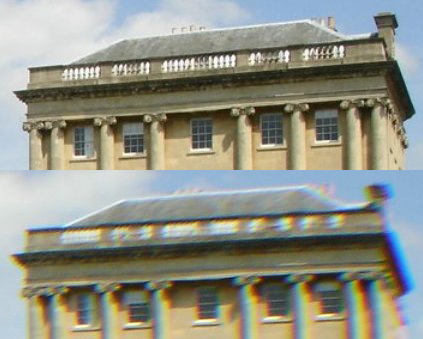
Comparació d'aberracions cromàtiques: la imatge superior mostra una foto presa amb una lent digital incorporada (Sony V3). Imatge inferior amb la mateixa càmera, però amb lent d'angle ampli addicional. L'efecte de l'aberració és visible al voltant de les vores fosques (especialment a la dreta)

L'aberración cromàtica longitudinal es defineix com la "variació de la potència de focus de l'ull per a diferents longituds d'ona". Aquesta diferència cromàtica varia d'uns 400 nm a 700 nm a través de l'espectre visible. En l'aberració cromàtica longitudinal (LCA), les propietats refractores de l'ull causen raigs de llum de longituds d'ona més curtes, com el blau, per convergir abans de colors de longitud d'ona més llargues.

### Aberracció cromàtica transversal
L'aberración cromàtica transversal es defineix com l'angle entre els raigs refractats de cap per a diferents longituds d'ona. Els raigs cap, en aquest cas, fan referència al raig d'una font de punts que passa pel centre de l'alumne. A diferència de LCA, TCA depèn de la ubicació de l'objecte en el camp visual i la posició de l'alumne a l'ull. La ubicació de l'objecte determina l'angle d'incidència dels raigs seleccionats. Segons la Llei de Refracció de Snell, aquest angle d'incidència determina posteriorment la quantitat de dispersió cromàtica i, per tant, la ubicació de les imatges retinianes per a diferents longituds d'ona de la llum. En l'aberración cromàtica transversal, diferents longituds d'ona de la llum es desplacen en posicions retinianes no corresponents de cada ull durant la visualització binocular. La diferència interocular en TCA s'atribueix generalment a l'efecte cromostereoptic. No obstant això, cal assenyalar que els efectes de profunditat induïts per color deguts a TCA només es poden percebre en imatges que contenen informació acromàtica i un sol color no acromàtic. Addicionalment, es pot predir l'amplitud de la profunditat percebuda en una imatge a causa de l'efecte estereotipal a partir de la quantitat de TCA induït. En altres paraules, a mesura que augmenta la distància pupilar del eix acromàtic foveal, la profunditat percebuda també augmenta.

### Implicacions de les aberracions cromàtiques
Les aberracions cromàtiques longitudinals i transversals treballen junts per aconseguir la qualitat de la imatge de la retina. A més, el desplaçament dels alumnes des de l'eix visual és fonamental per determinar la magnitud de l'aberració en condicions de visió natural. En la cromosterèpsia, si els alumnes dels dos ulls es desplacen temporalment des de l'eix visual, els raigs blaus d'una font de punts s'intersectaran a la retina del costat nasal dels raigs vermells de la mateixa font. Aquesta disparitat ocular induïda fa que els raigs blaus semblen provenir d'una font més llunyana que els rajos vermells.

## Significat Evolutiu
La cromostereopsis també pot tenir conseqüències evolutius per als depredadors i les preses, donant-li significació històrica i pràctica. La possible evidència del significat evolutiu de la cromostereopsis es dona en el fet que la fovea s'ha desenvolupat en els ulls laterals dels animals caçats per tenir un angle molt gran entre l'eix òptic i l'eix visual per aconseguir almenys un camp binocular de visió. Per a aquests animals caçats, els seus ulls serveixen per detectar animals predatoris, el que explica la seva posició lateral per donar-los un camp de visió panoràmica completa. En canvi, aquest desenvolupament foveal observat és contrari en els depredadors i en els primats. Els depredadors i els primats depenen principalment de la visió binocular i, per tant, els seus ulls es desenvolupen per ser frontals. L'angle entre el seu eix òptic i visual, per tant, es pot reduir a valors gairebé insignificants, uns cinc graus en humans).

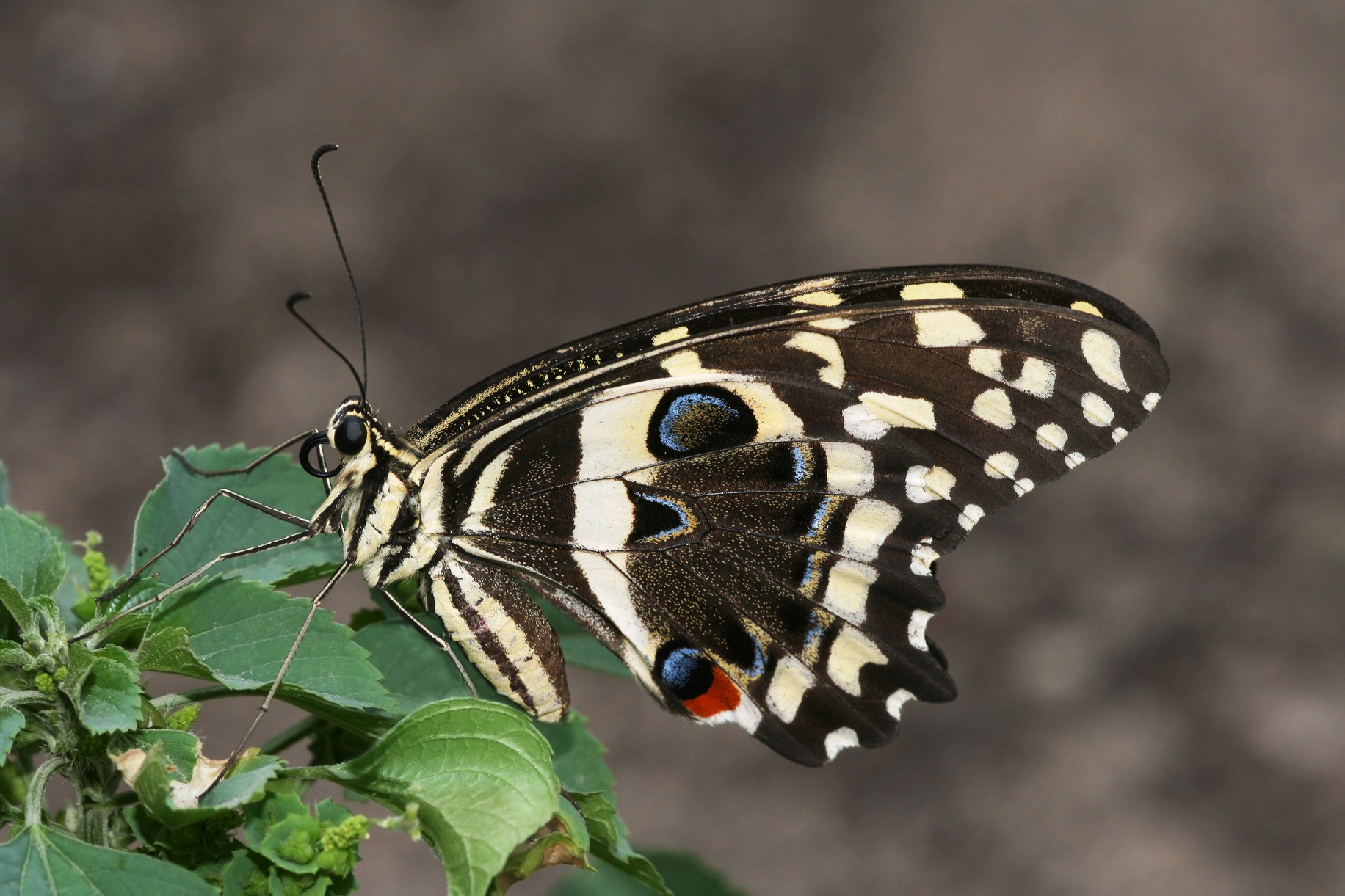
Citrus Swallowtail Papilio Demodocus

Les papallones també poden haver tingut un avantatge evolutiu de la cromosterèpies en el desenvolupament de patrons distintius de "ulls" que es presenten a les ales. Aquests ulls poden aparèixer com a avanç o reculada en profunditat en funció del seu patró de color, produint un efecte d'ulls sobresortits o reculats, respectivament. La selecció natural pot haver desenvolupat aquests esquemes de color i textura perquè produeix la il·lusió d'ulls sobresortits o reculats d'organismes molt més grans que la papallona real, mantenint els possibles depredadors a la vora.
Un altre exemple evolutiu de la cromostereopsia prové de les sípies. S'ha suggerit que les sípies estimen la distància de la presa mitjançant estereofsia. Una evidència addicional suggereix que la seva selecció de camuflatge també és sensible a la profunditat visual basada en els efectes de profunditat induïts per color.

## Mètodes d'Assaig
S'han emprat molts mètodes de proves diferents per veure els efectes de la cromostereopsis en la percepció de profunditat en humans. El progrés tecnològic ha permès proves precises, eficients i més concloents, en relació amb el passat, on els individus simplement observarien l'ocurrència.
En un mètode, vint-i-cinc subjectes de control es van provar utilitzant efectes de profunditat basats en colors mitjançant l'ús de cinc parells de quadrats de colors diferents. Els diferents colors eren blaus, vermells, verds, cian i grocs. Els subjectes es van col·locar en una habitació fosca i els estímuls quadrats de colors es van presentar durant 400 mil·lisegons cadascun, i durant aquest temps es va demanar als subjectes que assistissin a la plaça dreta o esquerra (equilibrada contínuament entre subjectes). Mitjançant un joystick, el subjecte indicava si el quadrat estava darrere, davant o en el mateix pla que el seu parell. Segons la teoria, com més llarga sigui la longitud d'ona del color, més a prop ha de ser percebut per l'observador per la cromostereopsia positiva. Tenint una longitud d'ona més llarga que els altres colors, el vermell hauria d'aparèixer més proper. Per millorar aquest efecte, els subjectes van posar en relleu les ulleres ChromaDepthTM, que contenen una estructura de prisma per refractar la llum a un angle d'aproximadament 1 ° i es van tornar a provar.
L'ús d'elèctrodes per provar l'activitat cerebral és una altra forma relativament nova de provar la cromostereopsis. Aquesta forma de proves utilitza enregistraments EEG de potencials evocats visuals mitjançant l'ús d'elèctrodes. En un experiment, els subjectes van mostrar diferents estímuls pel que fa al contrast de color i es van fer preguntes sobre la seva profunditat, com abans. Els elèctrodes units als subjectes posteriorment recopilaven dades mentre es produïa l'experiment.
Una altra tècnica més rutinària utilitza l'extensió de l'aberració cromàtica. En un d'aquests experiments, les escletxes col·locades abans dels ulls del subjecte mesuren la dispersió cromàtica dels ulls en funció de la separació de les escletxes. Els prismes davant dels ulls van determinar la separació dels eixos visuals i nuls. El producte d'aquestes mesures separades va predir la profunditat aparent esperada amb una estereoscòpia d'alumnes plens. L'acord va ser bo amb els resultats esperats, proporcionant proves addicionals de que la cromostereopsis depèn de la dispersió cromàtica.
Es poden utilitzar altres tècniques experimentals per provar la cromostereopsia inversa, una ocurrència observada per una minoria de la població. La direcció de la cromostereopsis es pot revertir movent tant alumnes artificials en direcció nasal com en direcció temporal respecte als centres dels alumnes naturals. El fet d'moure els alumnes artificials indueix nasalment la estereotips blava en el front i els transporta temporalment té l'efecte contrari. Això és degut al fet que moure l'alumne canvia la posició de l'eix òptic, però no l'eix visual, canviant així el signe d'aberración cromàtica transversal. Per tant, els canvis en la magnitud i el signe d'aberración cromàtica transversal provocats per canviar la distància lateral entre petits alumnes artificials s'acompanyen de canvis equivalents en la cromostereopsia.

## Recerca Recent
Tot i que s'han descobert i investigat molts mecanismes fisiològics que causen cromosterèpsia, encara hi ha preguntes sense resposta. Per exemple, molts investigadors creuen que la cromosterèpsia és causada per la combinació de múltiples factors. A causa d'això, algunes de les investigacions més recents han intentat investigar com la diferent luminescència dels antecedents i la diferent luminescència del color vermell i blau afecten l'efecte cromostereopàtic.
A més, els estudis previs han pres un enfocament psicofísic per estudiar la cromosterèpsia per documentar-lo com un efecte perceptual i observar els seus mecanismes òptics. Tanmateix, fins fa poc, cap estudi havia examinat les bases neurofisiològiques de la cromosterèpsia.
L'estudi neurofisiològic més recent de Cauquil et al. descriu les cel·les que prefereixen el color V1 i V2 com a codificació de les característiques d'imatge locals (com ara la disparitat binocular) i les propietats superficials d'una escena 3D, respectivament. L'estudi realitzat per Cauquil et al. indica, basant-se en resultats d'estimulació d'elèctrode, que les vies dorsals i ventrals del cervell estan implicades en el processament cromosteròptic. Aquest estudi també va concloure que la cromostereopsia s'inicia en les primeres etapes del processament visual cortical, primer en la regió occipito-parietal del cervell, seguit d'un segon pas en la zona parietal dreta i en els lòbuls temporals. A més, es va trobar que l'activitat va ser més gran a l'hemisferi dret, que és dominant per al processament cortical en 3D, el que indica que la cromostereopsis és un efecte de dalt a baix dependent de la tasca. En general, la cromostereopsis implica àrees corticals que es basen en el processament de profunditat per a senyals monoculars i binoculars.